# Сніг на голову
«Сніг на голову» (рос. Снег на голову) — фільм-мелодрама виробництва Росії 2009 року режисера Олександра Даруга.

## Синопсис
Ніка збирається виходити заміж. Та в її житті зовсім раптово з'являється новий чоловік, який її сильно цікавить. Вони не знайомі і кожного разу випадково перетинаються в конфліктних ситуаціях. Та чим далі, тим більше дівчину роздирає цікавість і потреба в нових зустрічах із загадковим незнайомцем, якого начебто посилає сама доля.

## У ролях
| Актор            | Роль                      |
| ---------------- | ------------------------- |
| Олена Лагута     | Ніка                      |
| Артем Михалков   | Іван                      |
| Максим Лагашкін  | Олександр                 |
| Олександр Лойє   | Ігор                      |
| Ольга Машна      | Марія Андріївна мати Ніки |
| Катерина Стулова | Марина                    |
| Олена Калініна   | -                         |
| Замира Колхієва  | -                         |
| Михайло Левченко | -                         |
| Олександр Робак  | -                         |

## Творча група
- Режисер-постановник — Олександр Даруга
- Оператор — Анатолій Сахно
- Сценаристи — Олексій Тімошкін, Наталія Козленко
- Продюсери — Юрій Ваксман, Олександр Бакулін, Михайло Захаров
- Композитор — Юрій Ваксман, Андрій Комаров